# 6486 Anitahill
A 6486 Anitahill (ideiglenes jelöléssel (6486) 1991 FO) a Naprendszer kisbolygóövében található aszteroida. Eleanor F. Helin fedezte fel 1991. március 17-én.